# بليانة

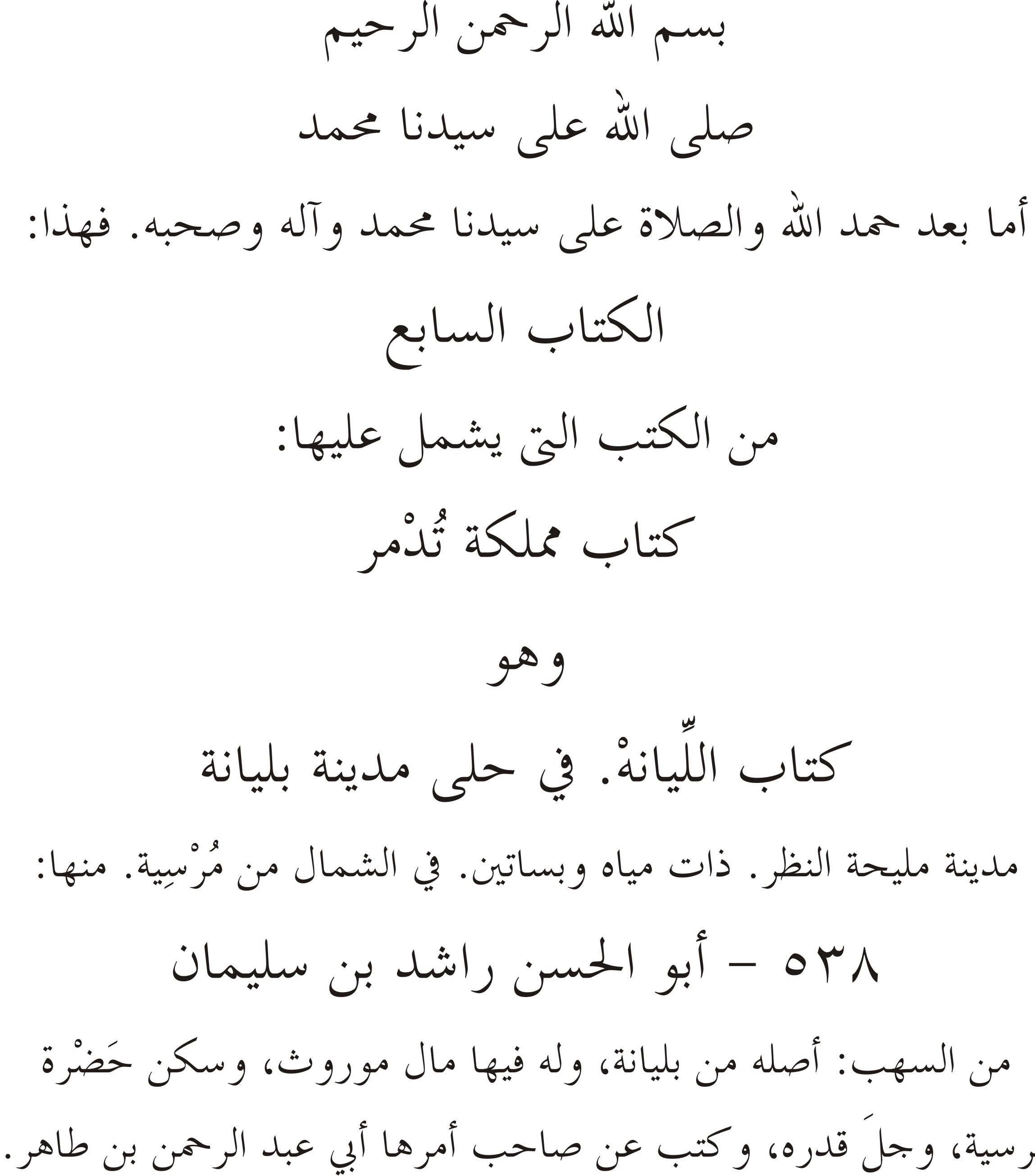
في حلى مدينة بليانة، في
المغرب في حلى المغرب من علي بن موسى بن سعيد المغربي. يقول عن أبو الحسن راشد بن سليمان.

بِلْيَانة أو بلانة (بالإسبانية: Villena)‏, هي بلدية تقع في مقاطعة اليكانتي. جنوب شرق إسبانيا. يبلغ عدد سكانها 35.222 نسمة.

## توأمة
لبليانة اتفاقيات توأمة مع كل من:
- بينيافييل
- إسكالونا

## أعلام
- ماريا تيريزا تورو فلور
- خوسيه غارسيا هيدالغو
- خيسوس فرنانديز هرنانديز
- هيديكاتسو شيباتا
- خوسيه ماريا سولير غارسيا

## وصلات خارجية
- (بالإسبانية)